# Assemblée parlementaire des États turciques
 (mai 2024).
La mise en forme du texte ne suit pas les recommandations de Wikipédia : il faut le « wikifier ».
Les points d'amélioration suivants sont les cas les plus fréquents. Le détail des points à revoir est peut-être précisé sur la page de discussion.
- Les titres sont pré-formatés par le logiciel. Ils ne sont ni en capitales, ni en gras.
- Le texte ne doit pas être écrit en capitales (les noms de famille non plus), ni en gras, ni en italique, ni en « petit »…
- Le gras n'est utilisé que pour surligner le titre de l'article dans l'introduction, une seule fois.
- L'italique est rarement utilisé : mots en langue étrangère, titres d'œuvres, noms de bateaux, etc.
- Les citations ne sont pas en italique mais en corps de texte normal. Elles sont entourées par des guillemets français : « et ».
- Les listes à puces sont à éviter, des paragraphes rédigés étant largement préférés. Les tableaux sont à réserver à la présentation de données structurées (résultats, etc.).
- Les appels de note de bas de page (petits chiffres en exposant, introduits par l'outil «  Source ») sont à placer entre la fin de phrase et le point final[comme ça].
- Les liens internes (vers d'autres articles de Wikipédia) sont à choisir avec parcimonie. Créez des liens vers des articles approfondissant le sujet. Les termes génériques sans rapport avec le sujet sont à éviter, ainsi que les répétitions de liens vers un même terme.
- Les liens externes sont à placer uniquement dans une section « Liens externes », à la fin de l'article. Ces liens sont à choisir avec parcimonie suivant les règles définies. Si un lien sert de source à l'article, son insertion dans le texte est à faire par les notes de bas de page.
- La présentation des références doit suivre les conventions bibliographiques. Il est recommandé d'utiliser les modèles {{Ouvrage}}, {{Chapitre}}, {{Article}}, {{Lien web}} et/ou {{Bibliographie}}. Le mode d'édition visuel peut mettre en forme automatiquement les références.
- Insérer une infobox (cadre d'informations à droite) n'est pas obligatoire pour parachever la mise en page.

Pour une aide détaillée, merci de consulter Aide:Wikification.
Si vous pensez que ces points ont été résolus, vous pouvez retirer ce bandeau et améliorer la mise en forme d'un autre article.
L'Assemblée parlementaire des États turciques — connu sous l'acronyme de TURKPA et anciennement sous le nom d'Assemblée parlementaire des pays de langue turque — est une coopération interparlementaire établie par l'accord d'Istanbul le 21 novembre 2008.
L'accord d'Istanbul, l'accord fondateur du TURKPA, a été signé entre l'Azerbaïdjan, le Kazakhstan, le Kirghizistan et la Turquie. L'accord a été conclu au palais de Dolmabahçe.  L'accord a été signé par Köksal Toptan au nom de la Grande Assemblée nationale de Turquie, Oktay Asadov au nom de l'Assemblée nationale de la république d'Azerbaïdjan, le vice-président du Sénat Muhammet Kopeyev au nom du Parlement de la république du Kazakhstan et Aytibay Tagayev, président du Parlement, au nom du Conseil Jogorku de la République kirghize.
Le 29 septembre 2009, à Bakou, capitale de la république d'Azerbaïdjan, s'est tenu le 1er Congrès de l'Assemblée parlementaire des pays de langue turque (TURKPA). Lors de la réunion, le règlement intérieur, le secrétariat et la déclaration de Bakou de la TURKPA ont été acceptés. Dans le même temps, il a été décidé que le secrétariat de la TURKPA serait basé en permanence à Bakou.
La présidence du TURKPA est assurée chaque année par un pays membre, selon la méthode de présidence tournante, basée sur l'alphabet anglais.
Elle a été rebaptisée Assemblée parlementaire des États turciques après le sommet de l'Organisation des États turcs tenu en Turquie en 2021.
Le 12e Congrès s'est tenu à Ankara, la capitale de la Turquie, le 28 avril 2023.

## Objectifs
- Contribuer au développement ultérieur du dialogue politique entre les États en termes de qualité de la coopération interparlementaire avec l'aide des outils de la diplomatie parlementaire
- Le rapprochement des législations nationales sur la base de la communauté historique, culturelle et linguistique et l'intensification ultérieure de l'activité mutuelle sur d'autres questions liées à la coopération interparlementaire.
- Contribuer au développement d'une coopération mutuellement bénéfique et égale entre les pays turciques et les autres pays de la région
- Donner des recommandations pour le rapprochement des législations des pays membres, ainsi que des législations visant à la préservation et au transfert aux générations futures du patrimoine culturel et des valeurs d'importance commune pour les pays turcophones dans les domaines de histoire, art, littérature et autres domaines
- Poursuivre les activités visant à contribuer au développement des relations entre les partis dans les domaines politique, socio-économique, culturel, humanitaire, juridique et autres.

Les activités de l'Assemblée parlementaire des États turciques ont pour but de; Renforcer la sécurité politique et économique des États, sur la base du respect des principes d'indépendance, de souveraineté, d'intégrité territoriale et d'inviolabilité des frontières des États, d'égalité, de non-ingérence dans les affaires intérieures de chacun, en s'abstenant de recourir à la force et aux menaces de mort. force, méthodes de pression économiques et autres, renforçant la sécurité politique et économique des États, garantissant que leurs ressources naturelles sont pleinement et efficacement. Il mène ses activités sur la base de l'augmentation du bien-être de la population grâce à l'utilisation de ressources étrangères et à un développement dynamique. des économies nationales, en obtenant de nouveaux succès dans le domaine de la diplomatie parlementaire, en établissant de nouvelles relations avec les parlements des pays membres de la région et d'autres communautés internationales et d'autres organisations internationales, et en améliorant les relations existantes.

## Assemblées générales
| N° | Date              | Lieu        | Pays         | Réf.   |
| -- | ----------------- | ----------- | ------------ | ------ |
| 1  | 29 septembre 2009 | Bakou       | Azerbaïdjan  | [ 4 ]  |
| 2  | 28 avril 2011     | Astana      | Kazakhstan   | [ 5 ]  |
| 3  | 15 juin 2012      | Bichkek     | Kirghizistan | [ 6 ]  |
| 4  | 12 juin 2013      | Ankara      | Turquie      | [ 7 ]  |
| 5  | 13 juin 2014      | Bakou       | Azerbaïdjan  | [ 8 ]  |
| 6  | 6 décembre 2015   | Astana      | Kazakhstan   | [ 9 ]  |
| 7  | 8 décembre 2017   | Bichkek     | Kirghizistan | [ 10 ] |
| 8  | 20 décembre 2018  | Izmir       | Turquie      | [ 11 ] |
| 9  | 18 décembre 2019  | Bakou       | Azerbaïdjan  | [ 12 ] |
| 10 | 28 septembre 2021 | Turkestan   | Kazakhstan   | [ 13 ] |
| 11 | 24 juin 2022      | Tcholponata | Kirghizistan | [ 14 ] |
| 12 | 28 avril 2023     | Ankara      | Turquie      | [ 3 ]  |

## Commissions permanentes
- Commission permanente de l'environnement et des ressources naturelles [15]
- Commission de l'éducation, de la culture, des affaires sociales et humanitaires [16]
- Commission permanente de coopération économique [17]
- Commission permanente des questions juridiques et des relations internationales [18]

## Pays membres
| Pays                             | Parlement                                   | Population (2018) | Superficie (km²) | PIB nominal (2018)             | PIB nominal par habitant (2018) | PIB nominal par habitant projeté (2019) |
| -------------------------------- | ------------------------------------------- | ----------------- | ---------------- | ------------------------------ | ------------------------------- | --------------------------------------- |
| Azerbaïdjan                      | Assemblée nationale                         | 9 898 085         | 86 600           | 39,207 milliards de dollars    | 4 097 $                         | 11 674 $                                |
| Kazakhstan                       | Parlement                                   | 18 272 400        | 2 724 900        | 179 milliards de dollars       | 9 709 $                         | 20 609 $                                |
| Kirghizistan                     | Conseil suprême                             | 6 309 300         | 199 900          | 7,061 milliards de dollars     | 1 139 $                         | 1 898 $                                 |
| Turquie                          | Grande Assemblée nationale                  | 80 810 525        | 783 562          | 909 milliards de dollars       | 11 114 $                        | 13 301 $                                |
| Organisation des États turciques | Assemblée parlementaire des États turciques | 115 290 031       | 3 794 962        | 1 134 268 milliards de dollars | 6 514 $                         | 13 718 $                                |

## Pays observateurs
| Pays           | Population       | Superficie (km²) | PIB (nominal) | PIB par habitant (nominal) |
| -------------- | ---------------- | ---------------- | ------------- | -------------------------- |
| Hongrie        | 9 769 526 (2020) |                  |               |                            |
| Chypre du Nord | 326 000 (2017)   |                  |               |                            |
| Total          |                  |                  |               |                            |

## Futurs pays membres possibles
| Pays         | Population (2018) | Superficie (km²) | PIB (nominal) (2018)         | PIB par habitant (nominal) (2018) |
| ------------ | ----------------- | ---------------- | ---------------------------- | --------------------------------- |
| Ouzbékistan  | 32 653 900        | 447 400          | 71,824 milliards de dollars  | 2 238 $                           |
| Turkmenistan | 5 851 466         | 488 100          | 42,355 milliards de dollars  | 7 645 $                           |
| Total        | 38 840 821        | 938 855          | 114,582 milliards de dollars | 8 330 $                           |

## Publications de TURKPA
- Règlements parlementaires des républiques turques
- Livre des Constitutions des Républiques turques
- Constitutions des pays turcophones